# Franz-Paul Decker
Franz-Paul Decker (Colònia, 26 de juny de 1923 - Mont-real, 19 de maig de 2014) fou un director d'orquestra alemany de nacionalitat canadenca. Del 1986 al 1991 va ser director titular de l'Orquestra Ciutat de Barcelona i des del 1993 al 1997 principal director invitat de l'Orquestra Simfònica de Barcelona i Nacional de Catalunya.

## Biografia
Estudià composició, direcció i pedagogia a l'Acadèmia de Música de Colònia (Hochschule für Musik) amb Philip Jarnach i Eugen Papst, i se'n graduà a la seva Universitat. Debutà a Giessen i amb 22 anys ja dirigí a l'Òpera de Colònia. Tot just acabada la guerra, fou nomenat director titular de l'Orquestra Simfònica de Wiesbaden i director general de música de la ciutat de Bochum. El 1948 conegué el compositor Richard Strauss, de qui fou amic i circumstancial company de joc del whist.
Del 1962 al 1967 va ser director titular de l'Orquestra Filharmònica de Rotterdam. El 1965 l'invitaren a dirigir la Jove Orquestra Nacional del Canadà, i això li obrí les portes a aquell país. El 1967 ocupà el lloc que havia deixat Zubin Mehta al capdavant de l'Orquestra Simfònica de Mont-real i hi romangué fins al 1975. El 1976 fou nomenat principal director invitat de l'Orquestra Filharmònica de Calgary i el 1980 director artístic de la Simfònica de Winnipeg. Mentrestant s'anà bastint una gran anomenada internacional amb freqüents invitacions per a dirigir les principals orquestres i teatres d'òpera d'Europa i Amèrica. Era un gran especialista en l'obra de Richard Wagner i dels grans compositors postromàntics (Anton Bruckner, Gustav Mahler, Richard Strauss, Max Reger, Paul Hindemith, etc.).
Del 1986 al 1991 va ser director titular de l'Orquestra Ciutat de Barcelona. Del 1992 al 1996 dirigí la integral simfònica i vocal de Gustav Mahler amb l'Orquestra Filharmònica de Buenos Aires i del 1995 al 1998 la Tetralogia wagneriana al Teatro Colón d'aquella ciutat. Des del 1991 va ser principal director invitat de les orquestres Simfònica de Nova Zelanda, National Art Center Orchestra d'Ottawa i Simfònica d'Edmonton, i des del 1993 de l'Orquestra Simfònica de Barcelona i Nacional de Catalunya.
El 1975 havia estat investit doctor honoris causa per la Universitat Concordia (Mont-real). El 2006 va rebre la Creu de Sant Jordi.
Va treballar amb solistes de gran renom com Arthur Rubinstein, Emil Gilels, Shura Cherkassky, Clara Haskil, Ida Haendel, Hélène Grimaud, Elisabeth Schwarzkopf, Jessye Norman, Siegfried Jerusalem, Dame Kiri Te Kanawa i Jon Vickers. La retransmissió del seu concert de Nadal amb Luciano Pavarotti i l'Orquestra de Mont-real a la Basílica de Nôtre-Dame d'aquella ciutat a finals dels anys 80, va fer la volta al món.